# Criciova, Timiș

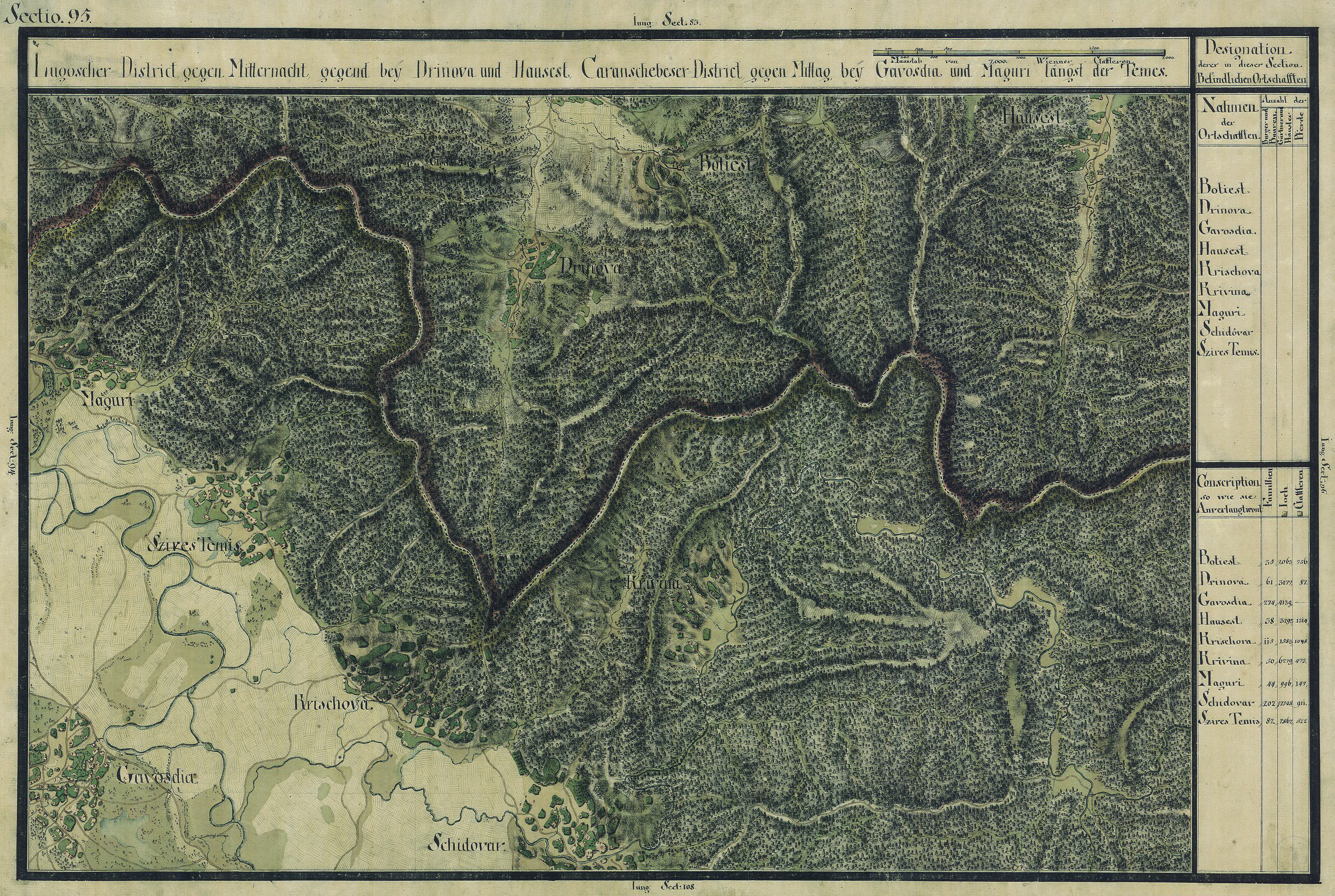
Criciova în Harta Iosefină a Banatului, 1769-72

Criciova este satul de reședință al comunei cu același nume din județul Timiș, Banat, România.